# 953
953(구백오십삼)은 952보다 크고 954보다 작은 자연수다.

## 수학
- 162번째 소수(素數)다. 앞의 소수는 947, 다음 소수는 967이다.
  - 37번째 소피 제르맹 소수로, {\displaystyle 953\times 2+1}의 값인 1907도 소수(안전 소수)다. 앞의 소피 제르맹 소수는 911, 다음은 1013이다.
  - 베르누이 수의 분자 {\displaystyle B_{156}}을 나눌 수 있는 비정규 소수다.
- 피타고라스 삼조의 빗변의 길이이다. ({\displaystyle 615^{2}+728^{2}=953^{2}})[a]
- 17번째 중심있는 칠각수다. 앞의 중심있는 칠각수는 841, 다음은 1072이다.
- {\displaystyle 953=13^{2}+28^{2}}
  - 서로 다른 두 자연수의 제곱합으로 나타낼 수 있는 수다.

## 과학·기술
- NGC 953(영어판): 삼각형자리에 있는 타원은하.
- 953 페인레바(영어판): 소행성.
- 포르쉐 953(영어판)

## 문화유산
- 대한민국의 보물 제953호: 조숭 고신왕지

## 기타
- 연도: 953년, 기원전 953년